# ملحم المعني
ملحم المعني (ت 1658) هو أحد أمراء لبنان من آل معن الدروز التي حكمت مناطق واسعة من لبنان في ظل الدولة العثمانية.

## الحرب ضد الأمير علي علم الدين
غياب الأمير فخر الدين عن المسرح السياسي عام 1633 أضعف سلطة خلفائه المعنيين، الذين لم يكن حكمهم في جبل عامل مستمراً ومستقراً تماماً، كان العثمانيون قد ولّوا على الإمارة المعنية، بعد أسر فخر الدين وسوقه إلى الاستانة عام 1633 الأمير علي علم الدين زعيم الحزب اليمني، والخصم اللدود لآل معن، بينما فرّ الأمير ملحم بن الأمير يونس المعني، وهو الأمير الوحيد الذي بقي حراً من أسرة آل معن، إلى قرية «عرنا» بسفح جبل الشيخ، حيث لجأ إلى أحد أنصار أسرته، ومن هناك بدأ يتصل بأنصاره من الحزب القيسي، مهيئاً نفسه لمعركة فاصلة مع العثمانيين وحلفائهم اليمنيين، الحكام الجدد للإمارة، فخاض، ضد هؤلاء وأولئك، معركة في أرض «القيراط»، قرب قرية «مجدل معوش» بالشوف، عام،1635 (1650م أو 1651م) كان النصر فيها حليفه، وفرّ الأمير علي علم الدين اليمني على أثر هذه المعركة وتشتّت جيشه، فلجأ إلى قرية «أنصار» بجبل عامل مستنجداً بمشايخها من آل منكر، وكانوا يوالونه، ضد الأمير المعني، فلما علم الأمير ملحم بذلك جهّز جيشاً وقصد «أنصار» عام 1638 لمداهمة الأمير علي فيها، ولكن هذا الأخير تمكن من الفرار وأرسل يطلب النجدة من والي الشام، الذي أرسل لمساعدته فرقة من السكمان توجهت لقتال الأمير ملحم، الذي ما إن علم بتوجهها إليه، حتى ترك «أنصار» بعد أن هدمها وقتل نحو ألف وخمسمئة من أهلها، إذ اتهمهم بالانحياز إلى خصومه اليمنيين.

## نسبه
جده الأعلى فخر الدين المعني الأول (ت 1544) وهو ابن أخ فخر الدين الثاني.

## وفاته
في 1658 سار الأمير ملحم المعني إلى صفد، فمرض بعكا ونقلوه إلى صيدا، فتوفي هناك.